# Carl Robert Osten-Sacken

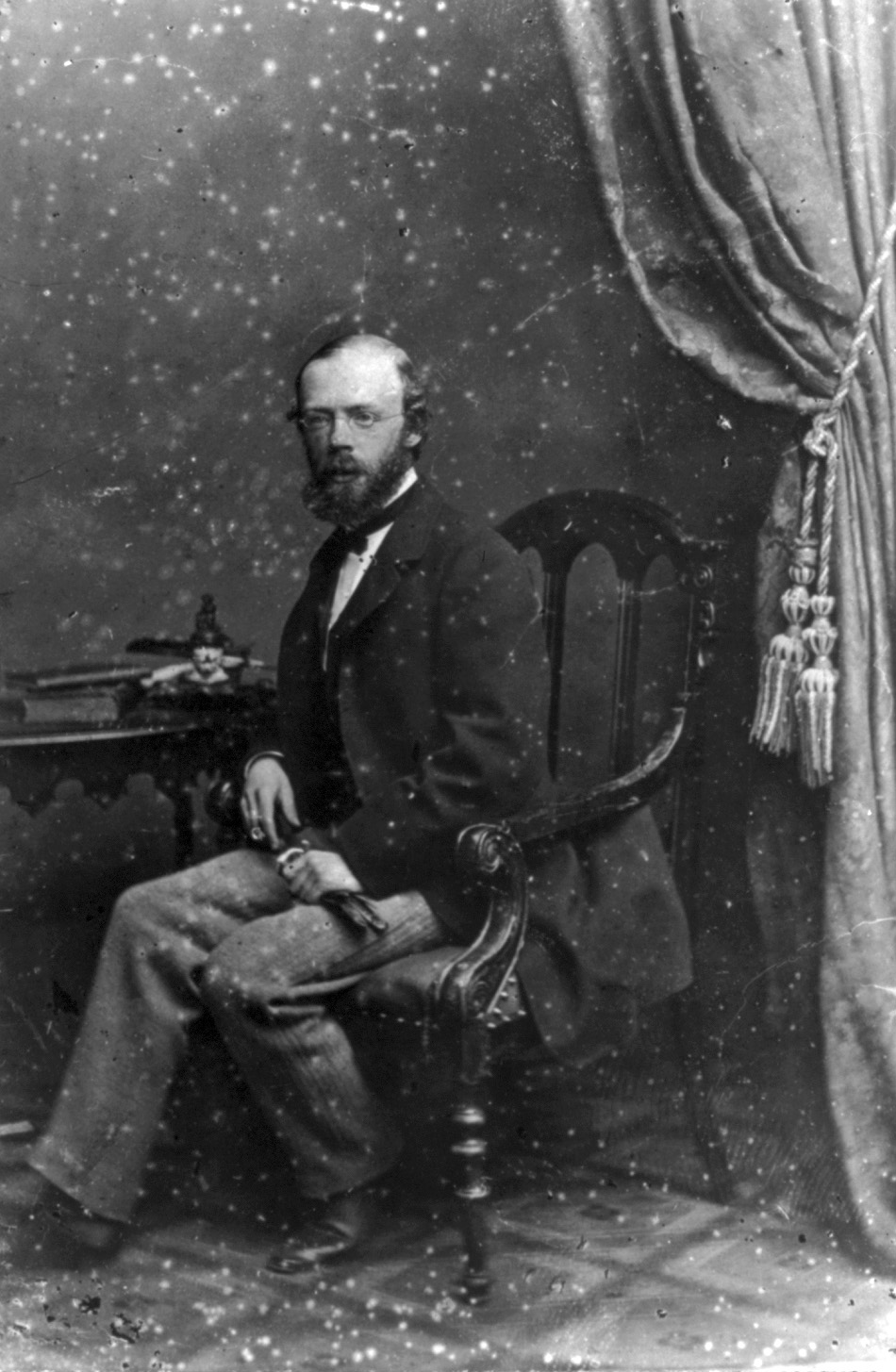
Carl Robert Osten-Sacken

Carl Robert (von der) Osten-Sacken, auch Karl, russisch Роберт Романович Остен-Сакен, Robert Romanowitsch Osten-Saken, (* 21. August 1828 in Sankt Petersburg; † 20. Mai 1906 in Heidelberg) war ein russischer Diplomat und Entomologe, spezialisiert auf Zweiflügler (Diptera) aus Nordamerika, über die er mit Hermann Loew eine große Sammlung aufbaute.

## Leben
Carl Robert von der Osten-Sacken stammte aus der adeligen baltendeutschen Familie der Barone Osten-Sacken. Seine Eltern waren Reinhold Friedrich von der Osten-Sacken und dessen Ehefrau Elisabeth, geb. von Engelhardt.
Osten-Sacken ging nach seiner Ausbildung in Sankt Petersburg 1849 in den russischen diplomatischen Dienst. Von 1856 bis 1862 war er Sekretär der russischen Botschaft in Washington, D.C. und von 1862 bis 1871 Generalkonsul in New York (also auch in der Zeit des Bürgerkriegs). 1871 nahm er seinen Abschied aus dem diplomatischen Dienst, reiste viel nach Europa, lebte aber noch bis 1877 in Cambridge (Massachusetts), wohin ihn die Bekanntschaft mit Louis Agassiz zog. Danach zog er nach Heidelberg als Ausgangsbasis für Reisen durch Europa in entomologische Sammlungen (London, Oxford, Berlin, Paris, Wien) zur Vorbereitung eines Katalogs der Dipteren Europas. Nach 1877 kehrte er nie wieder in die USA zurück.
Osten-Sacken schrieb eine Autobiographie seines Lebens als Entomologe. Osten-Sacken war Ehrendoktor in Heidelberg.

## Werk
Er legte eine große Sammlung an, die er schon in seiner Jugend begann (wobei er fast alles außer Schmetterlinge sammelte) und sammelte viel in seiner Zeit in Nordamerika, vor allem Dipteren. Er veröffentlichte aber auch zu Dipteren aus Russland, Malaysia, Neuseeland, den Philippinen, Mittelamerika (generell Amerika nördlich des Isthmus von Panama). Unter anderem befasste er sich mit Schnaken, Bremsen und Pflanzengallen. Von ihm gibt es rund 180 Veröffentlichungen.
Er korrespondierte mit Hermann Loew und übersetzte dessen Arbeiten ins Englische, veröffentlicht in den Monographs of the Diptera of North America (Smithsonian Miscellaneous Collections, erschienen 1862 bis 1873). Loew beschrieb darin die Exemplare aus beider Sammlung, mit Ergänzungen von Osten-Sacken (nur Teil 4 von 1869 wurde ganz von Osten-Sacken geschrieben.) Osten-Sacken überließ die Erstbeschreibungen meist Loew (er selbst hatte aber auch rund 500 Erstbeschreibungen). Beide bauten eine große Sammlung von Dipteren auf, mit vielen Typexemplaren, die 1977 ans Museum of Comparative Zoology in Harvard ging. Für Loews Anteil an der Sammlung (er beschrieb die meisten Exemplare) sorgte Osten-Sacken für eine finanzielle Entschädigung durch das Museum. Loew war 1877, als ihn Osten-Sacken zum letzten Mal in Guben sah (insgesamt sahen sie sich nur fünf Mal) um die gemeinsame Sammlung nach Harvard zu verschicken, schon unheilbar erkrankt. An der Sammlung waren viele Entomologen in den USA beteiligt, denn Osten-Sacken inserierte, um deren Mithilfe zu erlangen, mit dem Versprechen, dass sie in den USA bleiben sollte. Osten-Sacken selbst sammelte vor allem an der Ostküste, wo er stationiert war, reiste aber auch nach Kalifornien (Sierra Nevada), Alabama, Georgia und Florida.
Er veröffentlichte einen Katalog der Dipteren Nordamerikas, in zweiter Auflage 1878 mit rund 2500 gelisteten Arten, was vor allem auf der Arbeit von Loew basierte. Die erste Auflage von 1858 basierte noch auf älterer Literatur, umfasste 1800 Arten, enthielt aber viele Synonyma oder unzureichend beschriebene Arten.
Um 1877 erwarb er die Sammlung europäischer Dipteren von Philipp Christoph Zeller (1808–1883). Die weiteren Sammlungen von Osten-Sacken (besonders europäische Dipteren) gingen an die Russische Entomologische Gesellschaft und von dieser an das Zoologische Museum Leningrad (1923), wo sie 1924 durch Überschwemmung zerstört wurde. Eine Spezialsammlung Eichengallen und zugehörige Dipteren ging an die American Entomological Society in Philadelphia, eine weitere Teilsammlung europäischer Dipteren ging ans Deutsche Entomologische Institut in Berlin-Dahlem (1911 über L. Oldenberg und Göler von Ravensberg). Eine größere Studiensammlung für Anfänger in der Entomologie (die 3800 Arten außer Schmetterlinge umfasste) stiftete Osten-Sacken 1870 dem American Museum of Natural History in New York.
Osten-Sacken gilt als Begründer der Chaetotaxie.

## Schriften
- On the Oxen-born Bees of the Ancients (Bugonia) and their Relation to Eristalis Tenax, a Two-Winged Insect. Hörning, Heidelberg 1894.
- Record of my life-work in entomology, 4 Teile, erste drei Cambridge/Massachusetts 1903, 4. Teil Heidelberg 1904 (Neuauflage 1978)
- mit Hermann Loew: Catalogue of the described Diptera of North America, Smithsonian Miscellaneous Collections, Band 3, 1858, S. 1–92
  - 2. Auflage: Smithsonian Miscellaneous Collections, Band 16, 1878, S. 1–276